# Óptica quântica
Em física, a Óptica Quântica é um campo de pesquisa que lida com a aplicação da mecânica quântica aos fenômenos que envolvem a luz e sua interação com a matéria.

## História
A luz é feita de partículas chamadas fótons e, portanto, inerentemente "granulada" (quantizada). A óptica quântica é o estudo da natureza e os efeitos disso. A primeira indicação de que a luz podia ser quantizada veio de Max Planck em 1899, quando adequadamente modelou a radiação do corpo negro, assumindo que a troca de energia entre a luz e a matéria só ocorria em quantidades discretas, que ele chamou de quanta. Não se sabe se a origem dessas quantidades discretas era da matéria ou da luz. Em 1905, Albert Einstein publicou a teoria do efeito fotoelétrico. Parecia que a única explicação possível para o efeito fotoelétrico era a existência de partículas de luz chamadas fótons. Mais tarde, Niels Bohr mostrou que os átomos também eram quantizados, no sentido de que eles só poderiam emitir quantidades discretas de energia. A compreensão da interação entre luz e matéria que surgiu após estes desenvolvimentos não só formou a base da ótica quântica mas também foram cruciais para o desenvolvimento da mecânica quântica como um todo. No entanto, os subcampos da mecânica quântica que lidavam com a interação de materiais leves foram considerados principalmente mais como investigações sobre "a matéria" do que sobre "luz" e, portanto, fala-se mais de física atômica e eletrônica quântica do que sobre óptica quântica.
Isso mudou com a invenção do maser (1953) e do laser (1960). Com a ciência do laser, ou seja, com a investigação dos princípios, design e uso destes dispositivos, a óptica quântica tornou-se uma área importante, e a mecânica quântica que fundamenta os princípios do laser foi estudada então com mais ênfase às características da luz, e assim o nome ótica quântica tornou-se comum.
Como a ciência do laser necessitava de uma boa fundamentação teórica, e também porque a pesquisa em breve se revelou muito proveitosa, o interesse em óptica quântica aumentou. Após o trabalho de Paul na teoria quântica de campos, George Sudarshan, J. Roy Glauber e Leonard Mandel aplicaram em 1950 e 1960 a teoria quântica ao campo eletromagnético, para obter uma compreensão mais detalhada da fotodetecção e das estatísticas de luz (ver grau de coerência). Isto levou à introdução do estado consistente como a descrição quântica da luz do laser e da compreensão de que alguns estados da luz não podem ser descrito como ondas clássicas. Em 1977, Kimble e outros construíram a primeira fonte de luz que exigia uma descrição quântica: um único átomo emitia um fóton de cada vez. Esta foi a primeira evidência conclusiva de que a luz era composta de fótons. Rapidamente foi proposta a luz comprimida, outro estado quântico da luz, com algumas vantagens sobre qualquer estado clássico. Ao mesmo tempo, o desenvolvimento de pulsos de laser ultracurtos, criados por técnicas de Q-switching e modelocking, abriram o caminho para o estudo dos processos inimaginavelmente rápidos ("ultra-rápidos"). Aplicações na investigação do estado sólido (por exemplo, na espectroscopia Raman foram encontrados, e foram estudadas as forças mecânicas da luz sobre a matéria.) Esta última levou à flutuação e ao posicionamento de nuvens atômicas ou mesmo de pequenas amostras biológicas numa armadilha óptica ou pinças ópticas por raio laser. Isto, juntamente com o resfriamento Doppler, foi a tecnologia essencial necessária para atingir o célebre condensado de Bose-Einstein.
Outros resultados notáveis são a demonstração do emaranhamento quântico, o teletransporte quântico e, recentemente, em 1995, as portas lógicas quânticas. Os últimos são de muito interesse na teoria quântica da informação, um campo que surgiu em parte da ótica quântica e em parte da ciência da computação teórica.
Atualmente, as áreas de interesse dos pesquisadores de óptica quântica incluem a conversão paramétrica para baixo, a oscilação paramétrica óptica, os pulsos de luz mais curtos (attosegundo), o uso da óptica quântica na informação quântica, a manipulação de átomos individuais, o condensado de Bose-Einstein, sua manipulação e suas aplicações (muitas vezes chamado de ótica atômica) e muitas outras.
A pesquisa em óptica quântica que visa trazer os fótons para a utilização na transmissão de informação e informática é hoje frequentemente denominada fotônica, para enfatizar a afirmação de que os fótons e a fotônica irão assumir o papel que os elétrons e a eletrônica possuem hoje.

## Fonte da tradução
- Este artigo foi inicialmente traduzido, total ou parcialmente, do artigo da Wikipédia em castelhano cujo título é «Óptica cuántica», especificamente desta versão.